# Río Moche
Der Río Moche ist ein 102 km langer Zufluss des Pazifischen Ozeans im Nordwesten Perus in der Region La Libertad. Die zwischen dem 1. und 8. Jahrhundert im Flusstal existierende Moche-Kultur wurde nach dem Fluss benannt.

## Flusslauf
Der Río Moche entspringt in der peruanischen Westkordillere südlich von Quiruvilca auf einer Höhe von etwa 4000 m. Er fließt in überwiegend westlicher Richtung durch das Gebirge. Bei Flusskilometer 20 erreicht der Fluss die Küstenebene, die er in westsüdwestlicher Richtung durchquert. Er durchfließt die südöstlichen Vororte der Großstadt Trujillo und mündet schließlich in den Pazifischen Ozean.

## Einzugsgebiet
Das 2708 km² große Einzugsgebiet grenzt im Norden an das des Río Chicama, im Süden an das des Río Virú.